# La Cordillera
La región administrativa de La Cordillera (RAC) es una de las regiones de Filipinas. Su nombre se deriva del terreno montañoso de la región. Su capital es Baguio.

## Provincias
- Abra (cabecera: Bangued)
- Apayao (cabecera: Kabugao)
- Benguet (cabecera: La Trinidad)
- Ifugao (cabecera: Lagaue)
- Calinga (cabecera: Tabuk)
- Provincia Montañosa (cabecera: Bóntoc)

## Cultura
La región se conoce por sus distintos instrumentos musicales, como los gangsa kalinga, flautas de nariz, flautas de bambú, zumbadores, bangibang, tongatong, diwdiw-as, saggeypo y cítara de bambú.

## Historia
La exploración de este territorio se inicia al año de 1663 cuando el Gobernador General de Filipinas Diego de Salcedo envió una expedición bajo el mando de Pedro Durán de Monforte que logró penetrar hasta Kayán, en lo que luego sería la Comandancia de Lepanto.
Un segundo intento de civilizar esta región lo lleva a cabo en 1756, el alcalde mayor de Pangasinán, Manuel Arza, fracasando en su intento.
En 1785 se produce una revuelta de los kalingas, entonces el gobernador José Basco y Vargas envió una expedición desde Cagayán con el propósito de restablecer el orden.
En la primera mitad del siglo XIX se realizan varias expediciones destacando la protagonizada por Guillermo Galvey, militar que llevó no menos de cuarenta y cinco expediciones a las regiones de montaña, destacando las llevadas a cabo en los años 1829, 1832, 1833, y 1837. En estas ocasiones, visitó la mayor parte del sur de este vasto territorio: Trinidad, Lutab y and Kalayan (Benguet), Kiangan y Mayoyao (Ifugao), Kayan (Lepanto), y Suyoc (Amburayán).
A Galvey le acompañaba en sus expediciones el ingeniero militar Antonio Hernández, quien hacia 1850 recorre Lepanto elaborando mapas y estudiando los recursos mineros del territorio.

### Las Comandancias
A finales del siglo XIX la región se dividió en varias Comandancia Político-Militares:
- Cabugaoán, situada al este de Ilocos del Norte, 1891.
- Apayao, contiguo a Cabugaoán.
- Itaves, luego subprovincia de Kalinga
- Bontoc, 1859.
- Lepanto, con su dependencia de Tiagán, 1852.
- Amburayán, 1889.
- Kiangan, más tarde aproximadamente Ifugao.
- Benguet, 1846.
- Cayapas, ahora este de Benguet. 1891

### La Revolución
En los primeros años de la Revolución Filipina este territorio no fue afectado por la guerra, aunque más tarde, los revolucionarios penetraron en algunos de estos distritos.
En nombre del Gobierno Revolucionario, Amburayan fue regido durante un breve período de tiempo por Pio Ancheta, Benguet por Juan Cariño. Incluso algunos creen que el mismo general Antonio Luna y Novicio planea crear en Cervantes una fortaleza inexpugnable donde poder refugiarse.

### Guerra filipino-estadounidense
Cuando el presidente de la Primera República Filipina Emilio Aguinaldo se retira a Palanán, donde el 23 de marzo de 1901 fue capturado y arrestado por las fuerzas estadounidenses, pasó por Benguet, Lepanto-Bontoc, Ifugao y
Kalinga.
El 2 de diciembre de 1899 se libra en famosa batalla del Paso de Tila (Battle of Tirad Pass), con la derrota de las fuerzas revolucionarias del general Gregorio del Pilar y su muerte por bajas del soldados Americanos, por esta acción la Academia Militar de Filipinas lleva el nombre de Fuente Pilar.

### Ocupación estadounidense

Mancomunidad de Filipinas.

Durante la ocupación estadounidense de Filipinas esta provincia (Mountain province) era la tercera de mayor extensión superficial del Archipiélago y comprendía un amplio territorio montañoso rodeado por las provincias de Cagayán, Isabela, Nueva Vizcaya e Ilocos, del Norte y del Sur. Se compone de varios subprovincias, a saber, Apayao, Kalinga, Lepanto, Bontoc, Ifugao, Benguet y Amburayán.
Benguet fue la primera provincia de esta región que se organizó como tal durante la
ocupación estadounidense de Filipinas, estableciéndose la capital en la ciudad de Baguio en 1900.
Lepanto-Bontoc se organizó como provincia en 1902, con Cervantes como capital. Tenía tres subprovincias, a saber, Amburayán, Lepanto y Bontoc e que incluía parte del territorio
futura subprovincia de Kalinga.
Kalinga se separa de Lepanto-Bontoc en 1907, formando una nueva subprovincia.
Apayao en 1901 pasa a formar parte de la provincia de Cagayán, pasando en 1907 a subprovincia.
Ifugao en 1902 pasó a formar parte de la provincia de Nueva Vizcaya.
En 1908 la provincia de La Montaña queda organizada como una provincia especial del Archipiélago, con Bontoc como capital.
La recién creada provincia incluye como subprovincias las de:
Benguet, Amburayan, Lepanto, Bontoc (hoy provincia de La Montaña); Ifugao, separada de Nueva Vizcaya; Kalinga, separada de Cagayán; y Apayao, separada de Cagayán, situada al norte.
En 1920, Benguet incorpora los territorios de Amburayan y Lepanto.

### Independencia
El 18 de junio de 1966, la provincia de La Montaña fue dividida en cuatro provincias de la región de Ilocos:
- Benguet
- La Montaña.
- Kalinga - Apayao.
- Ifugao.

El 15 de julio de 1987, se estableció la Región Administrativa de la Cordillera, pasando la provincia de Apayao a formar parte de la misma.